# Klipfisk
Klipfisk er saltet og tørret fisk, som for det meste fremstilles af torsk. Klipfisk må ikke forveksles med tørfisk. Fremstillingen af tørfisk foregår nemlig ved, at fisken hænges på en pind og tørres af sol og vind, mens man ved fremstilling af klipfisk må investere en del mere arbejde i processen.
Når fisken, der skal blive til klipfisk, modtages, flækkes den – dvs. den skæres, således at den kan lægges ud til tørre som en stor trekant. Den tykkeste del af rygsøjlen fjernes, hvorefter fisken saltes og lægges i salt til den er saltmoden – dvs. fast. Herefter vaskes den, blodrester og den sorte hinde i maven fjernes. Til slut skal fisken skiftevis tørres og presses.
Navnet klipfisk kommer af, at fisken tidligere blev lagt ud på klipperne for at tørre. På de store produktionssteder i Norge, som f.eks. byen Kristiansund, ryddede man tidligere store bjerge til tørring af klipfisk. I dag foregår al produktion af klipfisk indendørs og med kunstig tørring.
Norge, Island og Færøerne er de største producenter af klipfisk. De største forbrugere er Spanien og Portugal.
Klipfisk er hovedingrediens i den portugisiske ret bacalhau.
| Mad og drikke | Spire Denne artikel om mad og drikke er en spire som bør udbygges. Du er velkommen til at hjælpe Wikipedia ved at udvide den. |